# Зиданка
Зиданка е името на пещера в Лакатнишките скали, Западна Стара планина, България.

## Местоположение
Намира се край Гара Лакатник, община Своге, Софийска област.

## Име
Наречена е Зиданка заради напуканите ѝ от мразовото изветряне стени, сякаш зидани от отделни камъни.

## Откриване и изследване
Общата ѝ дължина е 400 м. Входът ѝ се намира отляво на пещерата Темната дупка. Понякога се разглежда като част от нея, по-скоро странична галерия на Темната дупка, но фактът, че още не е открита пряка връзка между тях позволява Зиданката да се разглежда като отделна пещера. Интересна забележителност в пещерата е Бисерната зала, която съдържа 3 вида пещерни бисери в едно и също синтрово езеро.

## Фауна
19 вида: Paranemaatoma (Buresiolla) bureschi, Paralola buresi (Opilionida), Centromerus bulgarianus (Araneida), Lithobius lakatnicensis (Chilopoda), Trachysphaera orghidani, Typhloiulus bureschi (също var. obscurus) (Diplopoda), Pheggomisetes globiceps lakatnicensis, Duvalius papasoffi (Coleoptera) и др.